# Конолли, Джон
Джон Конолли (англ. John Conolly; 27 мая 1794,  Маркет Расен — 5 марта, 1866, Ханвелл) — британский медик ирландского происхождения, доктор медицины и гражданского права, пионер движения «no restraint» (никакого стеснения). 

## Биография
Дж. Конолли родился в небольшом городе Маркет Расен в графстве Линкольншир в ирландской семье. До того, как избрать карьеру медика, он четыре года служил в звании лейтенанта в Кембриджширской милиции и год жил во Франции. В 1821 году Джон Конолли закончил Эдинбургский университет. В том же году он защитил докторскую диссертацию «О состоянии сознания при помешательстве и меланхолии» и получил звание доктора медицины. Затем он успешно занимался медицинской практикой в Льюисе, Чичестере и Стратфорде-на-Эйвоне. В 1827 году Дж. Конолли стал профессором практической медицины в Университетском колледже Лондона. Там он безуспешно пытался основать кафедру психиатрии. В 1830 году он издал книгу «Симптомы помешательства» (англ. Indications of Insanity. После этого Дж. Конолли покинул Лондон и поселился в Уорике. 
В 1832 году совместно с сэром Ч. Гастингсом и сэром Дж. Форбсом он основал небольшую медицинскую организацию (Провинциальную медицинскую и хирургическую ассоциацию) с целью поднять уровень провинциального здравоохранения. Его брат Уильям Брайс Конолли был при ней казначеем и секретарём «Благотворительного фонда для вдов и сирот». Со временем деятельность организации расширялась, количество членов увеличивалось, и она стала Британской медицинской ассоциацией (БМА). 
Дж. Конолли и Дж. Форбс в 1836 году основали «Британское и зарубежное медицинское обозрение, или Ежеквартальный журнал практической медицины», соавторами которого они являлись до 1839 года. Это было первое издание подобного рода, предназначенное для того, чтобы делиться новейшими медицинскими знаниями. Обозрение широко читали в Европе и Америке, оно пропагандировало современные методы лечения и увеличивало авторитет британской медицины. Библиотека БМА до сих пор содержит полное собрание его томов.
1 июня 1839 года Джона Конолли назначили врачом-ординатором в Ханвеллской психиатрической больнице. Находясь на этой должности, он представил свои основные «принципы нестеснения» (англ. no restraint) в лечении душевнобольных. 
В 1844 году Дж. Конолли перестал быть ординатором, однако до 1852 года он продолжал быть врачом-консультантом.
В 1852 году Джону Конолли вместе с его друзьями Чарльзом Гастингсом и Джоном Форбсом присвоили звание доктора гражданского права.
В 1856 году он опубликовал фундаментальный труд «Лечение душевнобольных без механических мер стеснения».
Джон Конолли умер в 1866 году в Ханвелле, где содержал частную психиатрическую больницу Лон Хаус (англ. Lawn House).

## No restraint
Когда Джон Конолли стал главным врачом психиатрической больницы в Ханвелле, он с первых дней принял решение «искоренить всякое дурное обращение с больными». Особенно на него повлияли принятые в этой сфере меры Эдуарда Чарльсворта и Гардинера Гилля в психиатрической больнице в Линкольне. С ними он был знаком лично и вёл переписку, которая укрепила уверенность в правильности их идей.
За искоренение физического насилия Дж. Конолли принялся весьма энергично. Вступив в должность главного врача 1 июля 1839 года, он сразу потребовал докладывать ему обо всех случаях применения «мер стеснения». И если в начале июля таких мер было отмечено 18 на 800 больных, то 12 августа была принята лишь 1 такая мера, а 12 сентября они прекратились вообще. Приспособления вроде смирительного стула и смирительной рубашки были заменены удерживанием возбуждённых больных руками или помещением их в особый изолятор с оббитыми матрасом стенами. 

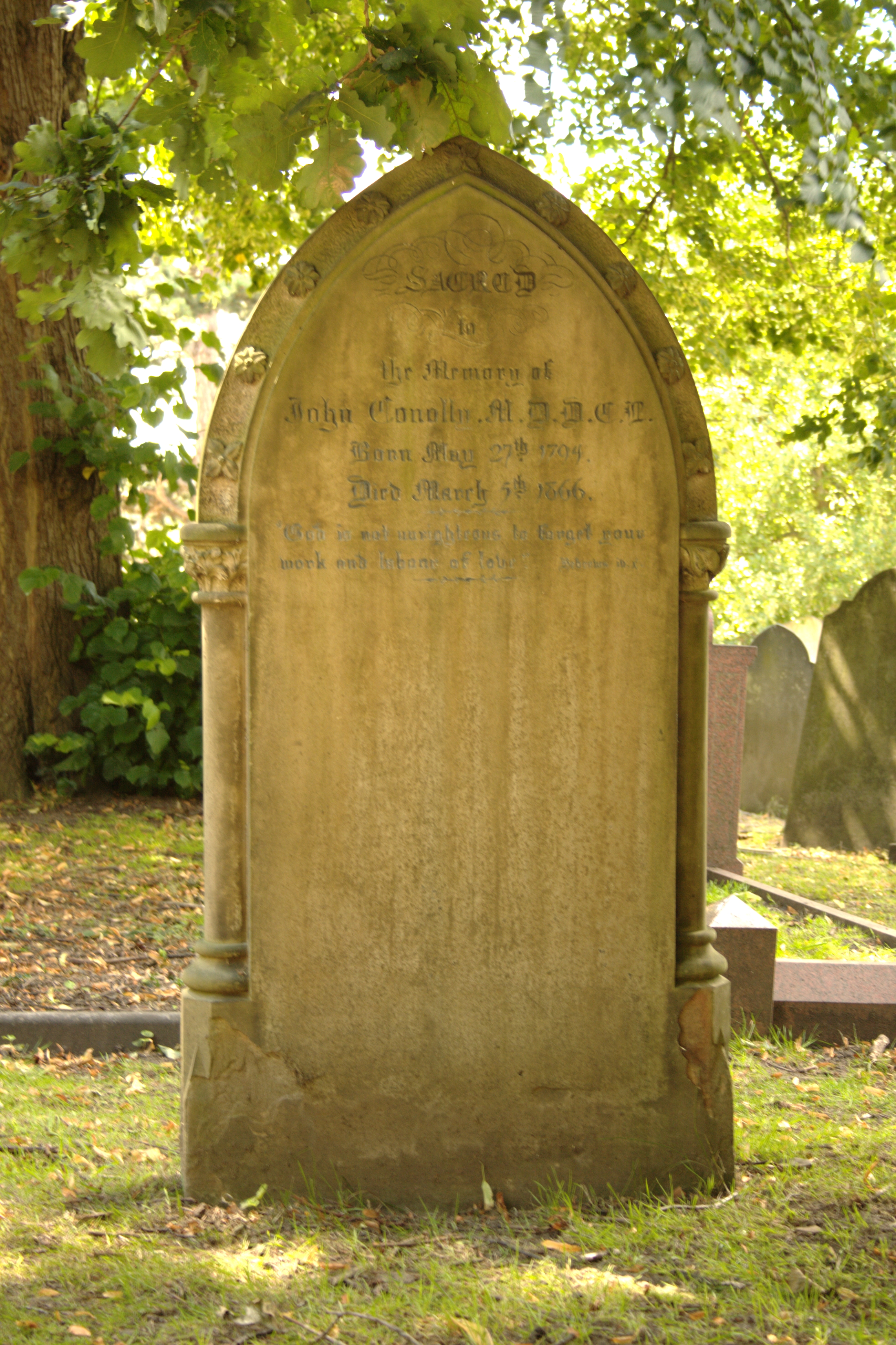
Надгробие на могиле Джона Конолли на Кенсингтонском кладбище Ханвелла

Джон Конолли не ограничился применением принципа «no restraint» в своей больнице. Он начал активную пропаганду этой идеи в прессе. Кроме того, в 1842 году по больницам была разослана анкета с целью опросить их персонал по поводу применения мер механической фиксации. Результаты опроса разделились на две группы. В первой группе значились абсолютные противники стеснения, во второй — выступившие за механическую фиксацию, однако за применение её только в крайних случаях. Противников «no restraint» среди респондентов обнаружено не было. Результатом анкеты был созыв в 1844 году комиссии, которая пришла к выводу, что вопрос внедрения принципов нестеснения сводится исключительно к финансированию. Согласно решению комиссии, к помещению больных в изолятор можно прибегать только по прямому указанию врача и по строгим показаниям: эпилептический приступ или «бурная мания» (психомоторное возбуждение). В 1854 году следующая комиссия окончательно отменила механическое стеснение, в том числе и изоляторы. 
Таким образом, можно считать, что в 1839 году закончилась «эпоха Пинеля», снявшего с душевнобольных цепи, и началась «эпоха Конолли», снявшего с них смирительные рубашки. Следующая эпоха в психиатрии началась тогда, когда во всех психиатрических больницах Европы отменили последнюю меру стеснения больных — изоляторы.